# Zaluzianskya peduncularis
Zaluzianskya peduncularis là một loài thực vật có hoa trong họ Huyền sâm. Loài này được Walp. miêu tả khoa học đầu tiên.